# Julián Carrillo
Julián Carrillo (28 de enero de 1875-9 de septiembre de 1965) fue un compositor, director de orquesta, violinista y científico mexicano dentro de la corriente vanguardista internacional, considerado por varios especialistas como uno de los más importantes compositores del país y un importante pionero del microtonalismo.
Realizó investigaciones sobre el microtonalismo desde fines del siglo XIX y desarrolló la teoría del Sonido 13, primer intento por formalizar el estudio sistemático del microtonalismo. Fue director del Conservatorio Nacional de Música y de la Orquesta Sinfónica Nacional de México y fundó la Orquesta Sinfónica Beethoven y la Orquesta del Sonido 13, con sede en Nueva York. Diseñó y construyó pianos y arpas microtonales para interpretar sus composiciones, en un esfuerzo que reunía conocimientos de acústica, resistencia de materiales y teoría musical.

## Biografía

### Desde su infancia hasta el descubrimiento del Sonido 13
Julián Carrillo nació en el pueblo de Ahualulco, perteneciente al estado mexicano de San Luis Potosí, siendo el último de los 19 hijos de Nabor Carrillo y Antonia Trujillo, pareja de ascendencia indígena.
Perteneció al coro del templo local cuyo director lo alentó para trasladarse a la ciudad de San Luis Potosí, capital del estado, para estudiar música con Flavio F. Carlos, quien fuera su maestro de 1885 a 1895. Allí, las dificultades económicas le obligaron a abandonar sus estudios primarios (que no los musicales). Comenzó como timbalero en la orquesta de su maestro, más tarde se pasó a violinista. Durante esa época, por las mañanas ejecutaba responsos fúnebres y por las noches tocaba en fiestas particulares.
A esta temprana edad realiza sus primeras composiciones, incluyendo una misa. En el año de 1895 se va a estudiar a la Ciudad de México ingresando al Conservatorio Nacional de Música gracias a una carta de recomendación del gobierno estatal. Entre sus maestros estuvieron Pedro Manzano (violín), Melesio Morales (composición) y Francisco Ortega y Fonseca (física, acústica y matemáticas). También formó una pequeña orquesta con otros alumnos del conservatorio.
El 13 de julio de 1895 inició su trabajo sobre la música microtonal. Al estar en su clase de acústica con el maestro Ortega, a Carrillo le fue mostrada la supuesta "Ley de Divisiones de Cuerdas" la cual sostiene que si se divide en dos segmentos una cuerda, cada uno sonará como la octava; si en tres, cada uno será la quinta, etc. Se sorprendió mucho al estudiar las leyes de producción de los intervalos fundamentales. Todo ello le llevó a experimentar por su propia cuenta. Ese mismo día Carrillo realizó en su pequeño departamento un experimento: utilizando el filo de una navaja para presionar la cuerda en el punto exacto de entre las notas sol y la de su cuerda de violín, obtuvo dieciséis tonos nítidamente diferentes. En todo su trabajo posterior siguió sobre esta misma línea, estudiando cada vez más profundamente las bases física y matemática de la música. Llamó inicialmente Sonido 13 al intervalo de un dieciseisavo de tono, cuyo valor matemático es de 1.0072. Más tarde utilizó el término para denominar así a su sistema microtonal en su totalidad. Logró 4640 sonidos diferentes en la octava. Optó por los 16avos de tono aumentando a 96 sonidos por octava.

### Estudios en el extranjero
Durante una presentación que realiza como solista en una entrega de premios de nivel superior en 1899, el presidente de la república, general Porfirio Díaz, lo escucha y decide concederle una beca para estudiar en el Real Conservatorio de Leipzig. Allí sus principales maestros fueron Hans Becker (violín), a su vez discípulo de Joachim Nikolas Eggert; Johan Merkel (piano) y Salomon Jadassohn (composición, armonía y contrapunto).
En ese entonces compone su Primera Sinfonía, la cual fue estrenada por la Real Orquesta del Conservatorio de Leipzig en 1901, bajo la dirección del mismo Carrillo. Fue también, por concurso, violín primero en la Orquesta del Conservatorio de Leipzig y en la Orquesta de la Gewandhaus. En el Congreso Internacional de Música de 1900, celebrado en París, propuso nombrar todas las notas nuevas con monosílabos para facilitar el solfeo. La propuesta se aceptó y se publicó. Terminados sus estudios en Leipzig se trasladó a Bélgica e ingresó al Real Conservatorio de Gante, donde ganó el primer lugar en el Concurso Internacional de Violín de 1904.

### Regreso a México después de sus estudios
Ese año regresa a México donde el presidente Díaz reconoce su buen desempeño en Europa regalándole un violín Amati en nombre de la nación. Es nombrado profesor de composición, contrapunto, fuga e instrumentación en el Conservatorio Nacional y promovido a director en 1913, año en que es admitido como miembro de la Sociedad de Geografía y Estadística de México. Organizó la Orquesta Sinfónica Beethoven y el Cuarteto de Cuerdas Beethoven. Como director del Conservatorio, reformó los programas de estudio, haciendo énfasis no solo en la rigurosa preparación técnica, sino también en materias como literatura, o español.

### Nace la Teoría del Sonido 13

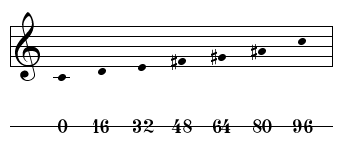
Representación de los tonos en una octava y su equivalencia en el sistema conocido como Sonido 13.

En 1914, al caer el gobierno de Victoriano Huerta, Carrillo se traslada a Estados Unidos y se exilia en la ciudad de Nueva York, donde organiza y dirige la Orquesta Sinfónica América. El debut de esta orquesta se realiza con la presentación de su Primera Sinfonía, teniendo tal éxito que la prensa lo nombra "The herald of a musical Monroe Doctrine" (Heraldo de la Doctrina Monroe musical). Es en Nueva York donde edita el segundo tomo de Platicas Musicales, que se publican en México en 1922 y en donde aparece la primera referencia pública a la Teoría del Sonido 13. También escribió Pre-Sonido 13: Rectificación básica al sistema musical clasicorromántico.
El 15 de febrero de 1925 se presenta una función con la totalidad de las obras microtonales en cuartos, octavos y dieciseisavos de tono. Este sería el inicio de la divulgación del Sonido 13 por toda la república en una gira que le llevaría a Cuba y a Nueva York, donde conoce a Leopold Stokowski, quien se convertiría en gran amigo y apoyo en su carrera.

### Regreso a casa
De regreso a México, en 1918, es nombrado director de la Orquesta Sinfónica Nacional (1918-1924) y del Conservatorio Nacional (1920-1921). Bajo su batuta, la Orquesta Sinfónica alcanza un nivel de excelencia, al grado de ser considerada mejor que la Orquesta Filarmónica de Nueva York por el pianista Leopold Godowsky. Este éxito permite que la orquesta sea capaz de sostenerse con sus propios recursos. En su repertorio se incluían composiciones de todas las épocas musicales, desde el barroco hasta el atonalismo y el serialismo. Carrillo dio importancia a la promoción de música de compositores mexicanos como Manuel M. Ponce, Antonio Gomezanda y Juan León Mariscal.
Entre sus alumnos de composición sobresalen Julia Alonso, Sofía Cancino de Cuevas, José F. Vásquez, dedicados a la música tonal en la tradición clásica y romántica. Asimismo ejerció influencia en otros compositores mexicanos como Arnulfo Miramontes, Rafael J. Tello, Francisco Camacho Vega y Efraín Pérez Cámara. Durante la segunda mitad del siglo XX, todos ellos fueron relegados por la historiografía musical oficial, que tan solo reconoció la obra de los compositores nacionalistas.

### Pianos y metamorfosis
Durante esa gira, escribe las Leyes de Metamorfosis Musicales, una guía para transformar a cualquier fracción de tono cualquier obra. En 1928, el Congreso del Estado de San Luis Potosí declaró el 13 de julio como día de fiesta estatal, en recuerdo del experimento de 1895 (coincidiendo con su aniversario). El pueblo de Ahualulco cambia oficialmente su nombre a Ahualulco del Sonido 13 en 1933. Carrillo organiza la Sinfónica del Sonido 13, conjunto en que todos los instrumentos estaban afinados microtonalmente. Es entonces que entiende la necesidad de construir instrumentos especiales para interpretar sus composiciones.
En 1934, publica la Revolución musical del Sonido 13. No tuvo apoyo gubernamental para llevar a cabo su revolución, de hecho, toda su investigación y difusión fue autofinanciada.
Aplicando sus conocimientos de física y matemáticas, en 1940 patenta 15 pianos metamorfoseados para cada intervalo de tono, desde tonos enteros hasta dieciseisavo de tono; pero no será hasta 1949 que se construya el primero piano de tercios de tono con la Casa Sauter de Alemania. Para 1958 ya tiene los 15 pianos y los presenta en la Exposición Mundial de Bruselas, donde es galardonado con la medalla de oro. Construyó 16 pianos, arpas, flautas, guitarras y cellos capaces de generar cuartos, octavos y hasta dieciseisavos de tono. Julián Carrillo presentó una tesis en 1947 acerca de la diferencia de dividir una cuerda por medio de un corte o de realizar un nodo. En este último caso, el segmento resultante no es el microtono exacto que se obtiene al cortar la cuerda ya que el nodo disminuye la longitud de la misma. La música de Julián Carrillo fue difundida en Europa por Jean-Étienne Marie y en Estados Unidos por Leopold Stokowsky, ambos admiradores de Carrillo y su teoría. Fue condecorado en Francia en 1956 como Caballero de la Legión de Honor y en Alemania con la Gran Cruz de la Orden del Mérito.

### Últimos años
Entre 1960 y 1965 graba para la Philips de París cerca de treinta de sus composiciones (las obras que representan las tres diversas facetas de su escritura musical: tonal, atonal y microtonal). Jean-Etienne Marie es el ingeniero de Sonido de estas grabaciones. En 1960 compuso Canon atonal a 64 voces, Misa de la Restauración para voces masculinas a capela en cuartos de tono y, por encargo de Stokowski, Balbuceos, para piano en dieciseisavos de tono, obra esta última que se estrena en Huston.
En 1963, Carrillo recibió el Gran Premio de la Música de América Latina, de París. Da una serie de conferencias en la embajada de México en Londres y es entrevistado para la BBC. El Times escribió:
"Julián Carrillo, el venerable de la música mexicana, ha consagrado su vida a escudriñar un insospechado mundo microtonal. Ha deshecho y vuelto a construir nuestra escala cromática, tanto que nos sentimos tentados a llamarlo el desintegrador del átomo musical, solo que este nombre no basta por sí solo para dar idea del maravilloso mundo emocional que ha descubierto.
Esta es la más grande y sorprendente revolución musical desde que Terpandro hace veintiséis siglos aumentó en Grecia dos notas a la escala pentafónica de los chinos."
En 1964, Robert Gendre estrenó en Luxemburgo su Concierto para violín y orquesta en cuartos de tono. Ese año compone varias obras, entre ellas tres sonatas para viola en cuartos de tono, una para violín en cuartos de tono, un segundo concierto para violín y varios cánones atonales. El gobierno de México le concedió la Medalla al Mérito Cívico por el aniversario de su Canto a la Bandera. En 1965 el gobierno de la URSS lo invitó a realizar una gira de conciertos del Sonido 13 en aquel país, proyecto que ya no se pudo realizar. También ganó el premio Sibelius de Finlandia, apoyado por los principales institutos musicales de Francia, Argentina, Brasil y México, pero murió antes de recibirlo. Julián Carrillo murió en la Ciudad de México el 9 de septiembre de 1965. Sus restos están depositados en la Rotonda de las Personas Ilustres en el Panteón Civil de Dolores.

## Cronología de Julián Carrillo (1875-1965)[4]
1875  Nace en Ahualulco. San Luis Potosí el 28 de enero.
1885  Fue llevado a la capital de su estado para estudiar música.
1895 Ingreso al Conservatorio Nacional de la Ciudad de México como alumno de las clases de composición (Melesio Morales), violín (Pedro Manzano) y acústica (Francisco Ortega y Fonseca). El 13 de julio, al estar experimentando en su violín con la división de la 4.ª cuerda en múltiples partes, hizo un descubrimiento que vendría a representar su entrada al universo micro tonal: Escucho entre sol y la “un sonido extraño”, un sonido cuya razón matemática es 2 (1,007246412), eso es: escucho un 1/16 de tono. Este 16.º de tono (el cual sería el primero en romper el ciclo tonal de los 12 sonidos cromáticos), simbólicamente representaría para el “el sonido 13”: la simbolización del descubrimiento de los microintervalos y su utilización y desarrollo en su música.
1899  Figuró como solista, acompañado de la orquesta sinfónica del Conservatorio, y en la solemne distribución de premios que hiciera el presidente de la República, general Porfirio Díaz en la Cámara de Diputados, quien, admirado por el talento de Julián Carrillo, le otorgó un premio especial para que fuera a Europa a continuar sus estudios. En ese mismo año estando ya en Alemania, ingreso al Conservatorio Real de Leipzig, donde estudio composición con Salomón Jadassohn, violín con Hans Becker, teoría con Karl Reinecke y entró a formar parte como violinista de la Orquesta de la Gewandhaus, que dirigía Arthur Nikisch.
1900  Asistió, sin representación oficial al Congreso Internacional de Música de la Ciudad de París. Carrillo presentó una ponencia proponiendo nuevos nombres para las notas musicales, tesis que fue aprobada y publicada por el propio Congreso.
1901  Escribió su Sexteto para instrumentos de arco, dentro de los moldes clásicos.
1902  Estreno su Primera Sinfónica en Re mayor.
1903  Escribió en Bruselas, Bélgica su Cuarteto en Mi Bemol, en el cual plasmo su tesis de “Unidad ideológica y Variedad Tonal”.
1905 Regreso a México, y en su concierto de presentación recibió de manos del presidente Porfirio Díaz, un violín Amati con premio de la Nación Mexicana.
1906  Fue nombrado profesor de composición en el Conservatorio Nacional.
1908  Fue inspector general de Música de la Ciudad de México.
1909 Organizó y dirigió la Orquesta Sinfónica “Beethoven” y el cuarteto del mismo nombre.
1911  Fue como delegado de México al Congreso Internacional de Música en Roma, Italia, que fuera organizado por Debussy, R. Strauss, Puccini y Paderewski, y del cual fue Carrillo presidente. Presentó una ponencia pidiendo una reforma y la reorganización estructural a las formas clásicas de la composición: la sonata, la sinfonía, el concierto y el cuarteto, basado en su tesis sobre “Unidad ideológica y variedad tonal”.
1913  Fue nombrado director del Conservatorio Nacional de Música de la Ciudad de México.
1914  Fue a Nueva York, donde fundó y dirigió la Orquesta Sinfónica “América”.
1918  Por recomendación del gobierno de Carranza, Carrillo regresa a México donde fue nombrado director de la Orquesta Sinfónica Nacional.
1919  Fue nombrado por segunda vez director del Conservatorio Nacional y profesor de las clases de composición.
1924  Cuando un artículo de Le Menestral de la ciudad de París dijo que eran ya necesarios nuevos sonidos para el “progreso” de la música, Carrillo dio a conocer públicamente sus realizaciones logradas desde 1895, diciendo que él tenía en su poder cuantos sonidos pudiera necesitar Europa.
1925  Invento Carrillo una escritura musical basada en números para sus nuevos sonidos; construyó los instrumentos necesarios para producirlos y formó un coro para cantarlos, y con esos elementos, presentó el 15 de febrero, en el Teatro Principal de la Ciudad de México “el primero concierto que hubo en el mundo con composiciones a base de dieciseisavos de tono y sus compuestos”.
1926  Fue a Nueva York y la Liga de Compositores (integrada entre otros por Bartok, Bax, Bliss, Casella, de Falla, Hindemith, Honegger, Milhaud, Respighi, Roussel, Szymanowski, etc.), pidió a Carrillo una composición especial para su serie de conciertos de Música Nueva: Carrillo escribió su Sonata casi-fantasía, cuyo debut fue el 13 de marzo en el Town Hall de N.Y. Este concierto marco el inicio de una larga amistad y fructífera colaboración artística con Leopold Stokowski, quien al escuchar el éxito que tuvo la Sonata casi-fantasía, y conocer las bases de la revolución musical de Carrillo, le pide una composición para la Orquesta de Filadelfia, y expresa: “Con los dieciseisavos de tono, empieza usted una nueva era musical y yo deseo estar al servicio de esta causa”.
1927  El 8 de marzo en el Carnegie Hall de Nueva York fue estrenada la obra comisionada: Concertino (para grupo microtonal y orquesta), por la Orquesta Sinfónica de Filadelfia, dirigida por el propio Stokowski.
Escribe el libro de Leyes de metamorfosis musicales. 
1928  El Congreso del Estado de San Luis Potosí declaró el 13 de julio día de fiesta cívica, en honor a Julián Carrillo.
1930  Realizó Carrillo el prodigio de formar y presentar una Orquesta Sinfónica en la que todos los instrumentos quedaron fuera del sistema de los doce sonidos y fuera capaz de tocar exclusivamente en micro tonos.
Edita su libro Pre-Sonido 13: Rectificación Básica al Sistema musical clásico, análisis físico- músico.
1931  El Congreso de la Unión concedió a Julián Carrillo “El Gran Premio de la Nación Mexicana” por su revolución del Sonido 13.
1938  Publica en la Ciudad de México su libro Teoría Lógica de la Música.
1940  Patentó sus quince pianos metamorfoseadores, produciendo cada uno de ellos distintos intervalos microtonales (desde 16avos de tono hasta tonos enteros: 1/16,1/15,1/14,1/13,1/12,1/11,1/10,1/9 … 1/1). Estos fueron construidos finalmente por la firma Carl Sauter en Spaichingen Wurt, Alemania.
1943  El Consejo Consultivo de la Ciudad de México le concedió la “Medalla al Mérito Cívico”.
1947  Hizo un experimento en la Universidad de Nueva York, en el cual rectificó la teoría clásica del “nodo”, fenómeno que se consideraba infalible desde Pitágoras.
1948  Publica su libro Sonido 13: fundamento científico e histórico.
1949  Construyó un piano experimental de tercios de tono, primero que hubo en el mundo.
Publica su libro Leyes de metamorfosis musicales.
1950  El decano de ciencias físicas M. Jean Cabannes, dijo “que había la esperanza de que con los estudios realizados por Carrillo en acústica musical se remediara el ‘caos’ que en esa materia habían hecho los más eminentes físicos y músicos”.
1951  Escribió Carrillo, a solicitud de Stokowski, su Poema Sinfónico Horizontes en cuartos, octavos y 16avos de tono, para ensamble microtonal con acompañamiento de orquesta.
1954  El presidente de Francia, M. Rene Coty, condecoro a Carrillo, nombrándolo Caballero de la Legión de Honor.
A su vez, el presidente de Alemania, Herr Teodor Heus, honro a Carrillo con el Collar de la Gran Cruz del Mérito.
1956  Edita en la Ciudad de México su libro Dos leyes de física musical
1957  Publica en la Ciudad de México sus libros Sistema general de escritura musical y El infinito en las escalas y en los acordes.
1958  Por acuerdo del Gobierno Belga, los quince pianos metamorfoseadores de Carrillo se exhibieron en el Palacio Real n.º 3 dentro de la Exposición Universal de Bruselas, donde les fue concedida gran medalla de oro, “por el alto valor cultural que representaban para la Humanidad”.
En el mismo año se exhibieron los quince pianos de Carrillo en la Sala Gaveau de París, la cual coincidió con el Congreso Internacional de Música, auspiciado por la UNESCO, donde eminentes músicos de toda Europa (incluyendo a los ilustres compositores Haba y Vyshnegradski) se admiraron ante las inmensas posibilidades musicales de ellos.
1960  Escribió Carrillo, a solicitud de Stokowski, el Concertino para piano en 3os de tono y orquesta.
1961  Se realiza la hazaña de grabar 21 de sus composiciones en Europa con la Compañía Philips, la Orquesta Lamoureux y distinguidos solistas franceses. Estas obras contenidas en un álbum de lujo presentan tres épocas de la vida artística de Carrillo: su juventud, obras escritas dentro de los lineamientos clásicos de la severa técnica alemana, aunque ya aplicando los principios de su carácter revolucionario; viene después el periodo de transición en que escribe música atonal aunque sin ninguna relación con el sistema de Schönberg; y por fin su nueva música, jamás oída antes, con nuevos intervalos como son los tercios de tono, los cuartos, los octavos y dieciseisavos, obras que marcan una nueva era musical como dijera Stokowski, quien en su entusiasmo y admiración por la obra de Carrillo dijo al público del Carnegie Hall estas palabras: “Por fortuna para América nada tenemos que reclamar los músicos europeos en esta revolución , pues todo se debe a un indio que desciende de los dueños del continente”.
1965  Muere Julián Carrillo el 9 de septiembre en su casa de San Ángel.

## Principales obras musicales
- Sexteto en Sol mayor para dos violines, dos violas y dos violonchelos
- Primera Sinfonía en Re mayor para gran orquesta
- Canto a la Bandera (letra del poeta Rafael López)
- Partitura para la película Intolerancia de David Griffith
- Sonata casi fantasía, en cuartos, octavos y dieciseisavos de tono
- Concertino, en cuartos, octavos y dieciseisavos de tono (a petición de Leopold Stokowski
- Método racional de solfeo (basa los ejercicios en el Himno Nacional Mexicano)
- Horizontes, poema sinfónico para violín, violonchelo y arpa en cuartos, octavos y dieciseisavos de tono.
- Canon atonal a 64 voces* Misa de restauración para voces masculinas a capela en cuartos de tono
- Balbuceos, para piano en dieciseisavos de tono (por encargo de Leopold Stokowski)
- Dos conciertos para violín y orquesta en cuartos de tono
- Tres sonatas para viola en cuartos de tono* Sonata para violín en cuartos de tono

## Óperas
- Ossian , ópera en un acto.
- Matilde o México en 1810, ópera en cuatro actos.
- Xulitl, ópera.

## Libros y escritos importantes
- Carrillo, J. (1914). Platicas musicales I. México: Wagner y Leven.
- Carrillo, J. (1914. /2ª ed.1925). Tratado Sintético de contrapunto. México, Aztlán Editores.
- Carrillo, J. (1915). Tratado sintético de harmonía. Nueva York: G. Schirmer.
- Carrillo, J. (1916. /2ª ed. 1948). Tratado sintético de instrumentación para orquesta y banda militar. México, México: Julián Carrillo-Talleres Gráficos de la Nación.
- Carrillo, J. (1919). Tratado Sintético de canon y fuga. México: Julián Carrillo.
- Carrillo, J. (1923). Platicas musicales II. México: Julián Carrillo (2 vol.).
- Carrillo, J. (1926). Pre-Sonido 13: Rectificación básica al sistema musical clásico: Análisis físico musical. Nueva York-México: Editorial del Sonido 13.
- Carrillo, J. (1938 /2ª ed.1954). Teoría lógica de la música. México:  Julián Carrillo.
- Carrillo, J. (1941). Método racional de solfeo. México: Imprenta “Universal”.
- Carrillo, J. (1948). Sonido 13: Fundamento científico e histórico. México: Julián Carrillo – Talleres Gráficos de la Nación.
- Carrillo, J. (1949). A través de la técnica musical. México: Secretaria de Educación Pública.
- Carrillo, J. (1949). Leyes de Metamorfosis musicales: Escritas en Nueva York en el año de 1927 y publicadas en México en 1949. México: Talleres gráficos de la Nación.
- Carrillo, J. (1956). Dos leyes de la física musical: I. Escala de los armónicos. II. Nueva ley del nodo. México: Ediciones Sonido 13.
- Carrillo, J. (1957). El infinito en las escalas y en los acordes. México: Ediciones Sonido 13.
- Carrillo, J. (1957). Sistema general de escritura musical. México: Ediciones Sonido 13.
- Carrillo, J. (1967). Errores universales en música y física musical. México: Seminario de Cultura Mexicana.

## Influencia
En su nombre se ha establecido lo siguiente:
- Ahualulco del Sonido 13, pueblo natal de Julián Carrillo.
- Instituto Potosino de Bellas Artes Julián Carrillo.
- Escuela Estatal de Iniciación Musical Julián Carrillo, con estudios en niveles básico y medio de maderas, metal, percusiones, piano, arpa, guitarra y canto coral.
- Orquesta Sinfónica Juvenil Julián Carrillo, establecida en 1993 en la ciudad de San Luis Potosí.
- Concurso de Composición Musical Julián Carrillo, organizado por el gobierno del estado de San Luis Potosí.
- Colonia Julián Carrillo, San Luis Potosí S.L.P.
- Avenida Julián Carrillo, Colonia Centro, Chihuahua, Chih.
- Calle Julián Carrillo, Colonia Rosario. México D.F.
- Calle Julián Carrillo, Colonia Peralvillo. México D.F.
- Escuela Primaria Maestro Julián Carrillo, Caruso 98,Colonia Peralvillo, Distrito Federal
- Escuela secundaria Julián Carrillo n.º 193. UH INFONAVIT EL ROSARIO, Azcapotzalco México D.F.
- Sala Julián Carrillo. Estación radiofónica Radio UNAM.
- Calle Sonido 13. Colonia Tláhuac, México D.F.
- Una población del estado mexicano Quintana Roo lleva su nombre, aunque en la actualidad no se encuentra en los mapas.
- Secundaria Federal Julián Carrillo, en el municipio de Cárdenas en San Luis Potosí
- Escuela Secundaria Técnica n.º 9 Julián Carrillo, en el municipio de Nezahualcóyotl
- Escuela de Artes y Oficios de Anáhuac Julián Carrillo A.C. Maestra Estrella Newman en Centro Histórico Ciudad de México
- Auditorio municipal Julián Carrillo, Apan Hidalgo.
- Sala Julián Carrillo. Benemérito Conservatorio de Música del Estado de Puebla.